# Massacro di Ras Burqa
Il massacro di Ras Burqa fu una sparatoria di massa avvenuta il 5 ottobre 1985 contro dei vacanzieri israeliani a Ras Burqa, località balneare nella penisola del Sinai, in cui 7 persone, tra cui 4 bambini, furono uccise dal soldato egiziano Suleiman Khater.

## L'attacco
Il 5 ottobre 1985, un soldato egiziano, Suleiman Khater, mitragliò un gruppo di israeliani, uccidendo 3 adulti e 4 bambini, sulle dune di Ras Burqa. L'unica sopravvissuta fu Tali Griffel, 5 anni, la cui madre, Anita, la protesse con il suo corpo. Secondo i testimoni oculari, le forze di sicurezza centrale egiziane che erano nelle vicinanze si rifiutarono di aiutare i feriti. Inoltre, impedirono a un medico israeliano e ad altri turisti di somministrare aiuti alle vittime della sparatoria, minacciandoli con le armi, e gli israeliani feriti vennero lasciati morire dissanguati. Le autorità egiziane dissero che gli israeliani sono morti dissanguati "perché questo soldato pazzo ha rifiutato di far avvicinare qualcuno all'area in cui giacevano alcune delle vittime". L'uomo armato uccise anche uno dei poliziotti egiziani che cercavano di arrestarlo. Israele protestò contro il rifiuto egiziano di consentire alle vittime di essere curate da medici israeliani o trasferite in ospedali in Israele.
Khater disse che le uccisioni non erano intenzionali. Disse che poteva vedere solo un gruppo di persone che venivano verso di lui al buio (nonostante vi fosse luce quando sparò contro di loro), rifiutando il suo ordine di fermarsi.

### Vittime

#### Vittime civili israeliane
Sette persone vennero uccise nell'attacco:
- Hamman Shelach - un giudice israeliano presso la Corte dei magistrati di Gerusalemme.[7] Era il figlio del poeta israeliano Yonatan Ratosh, fondatore del movimento cananeo;[8]
- Ilana Shelach - la moglie di Hamman;[8]
- Tzlil Shelach - figlia di Hamman, 12 anni;[8]
- Anita Griffel, 38 anni, di Gerusalemme - sociologa canadese presso l'Università Ebraica di Gerusalemme;[9]
- Amir Baum, 10 anni, di Gerusalemme;[10]
- Dina Bari, 10 anni, di Gerusalemme;[11]
- Ofri Turel, 13 anni, di Kiryat Tivon.[12]

## Conseguenze

### Processo e condanna
Dopo le sparatorie, le autorità egiziane affermarono che il colpevole Khater era malato di mente. Durante gli interrogatori iniziali, Khater affermò di non essere a conoscenza dell'identità o della nazionalità delle persone a cui aveva sparato e che non avevano compiuto offese o provocazioni nei suoi confronti. L'unico motivo per cui aveva aperto il fuoco sarebbe stato che, come disse Khater, avevano violato un territorio proibito. Fu processato da un tribunale militare chiuso e il 28 dicembre 1985 condannato all'ergastolo per i lavori forzati. Dieci giorni dopo, l'8 gennaio 1986, Khatir fu trovato morto nella sua stanza d'ospedale della prigione appeso a una striscia strappata da un foglio di plastica. Le autorità dichiararono la sua morte un suicidio. I partiti di opposizione in Egitto affermarono che sarebbe stato assassinato.
Dopo la morte di Khater, il governo iraniano dell'Ayatollah, Khomeini emise un francobollo "In onore del martirio di Sulayman Khater, Eroe del Sinai", e gli intitolò una strada a Teheran.
Khater è ancora lodato e valorizzato dalla stampa anti-israeliana. In prossimità dell'anniversario nell'ottobre 2018, la conduttrice televisiva Watan dei Fratelli Musulmani con sede in Turchia Dina Zakaria ha definito Khater un eroe.
I politici dell'opposizione egiziana hanno salutato Khatir come "eroe del Sinai" per aver commesso il massacro degli israeliani.
Alcuni eminenti egiziani hanno espresso dubbi sul fatto che Khater fosse pazzo. Farid Abd al-Karim desiderava che l'intero Egitto "fosse colpito da questa stessa potente follia". Ali Hillal Dessouki, professore all'Università del Cairo, si disse stupito che uomini come Khater potessero essere accusati di follia ed espresse la sua tristezza per i "cosiddetti sani di mente". Nour El-Sherif, un attore di spicco, disse a Khater: "Sei il più sano di noi, perché hai fatto quello che tutti noi vogliamo".
L'inizio del processo di Khater scatenò un'ondata di manifestazioni di protesta, che il governo egiziano vide come una minaccia per se stesso. Più di 140 persone vennero arrestate. Per la prima volta, la stampa filo-governativa pubblicò la vera storia dietro il massacro, rivelando che le vittime erano donne e bambini.
Il massacro di Ras Burqa per Israele fu uno shock e un banco di prova per il "processo di pace" di Israele con l'Egitto. Vi sono diversi memoriali, fisici e non per le vittime nel Paese, tra cui la canzone "Perach" (Fiore) - testo di Suki Lahav, musica di Yehuda Poliker ed eseguita per la prima volta da Gidi Gov.

### Risarcimento
Nel 1986, come parte dei colloqui di Taba, l'Egitto accettò di presentare un rapporto sull'omicidio di Ras Burka e discutere la questione dei risarcimenti alle famiglie in lutto. All'inizio del 1989, uno speciale comitato legale egiziano concesse un risarcimento alle vittime. Il Wall Street Journal affermò che gli importi erano "ben all'interno delle norme degli standard internazionali stabiliti" e il Sun-Sentinel scrisse che "L'Egitto ha accettato di pagare 500.000 dollari USA a titolo di risarcimento". L'Egitto rilasciò anche una dichiarazione formale alle famiglie di ciascuna vittima "esprimendo la sua accettazione di responsabilità, il suo rammarico e le sue condoglianze".